# Хожув-Баторы
Хожув-Баторы (пол. Chorzów Batory) — узловая железнодорожная станция в городе Хожув (расположенная в дзельнице Хожув Баторы), в Силезском воеводстве Польши. Имеет 2 платформы и 4 пути.
Станция построена в 1846 году, когда эта территория была в составе Королевства Пруссия.